# Femme en vert
Femme en vert (Vrouw in groen) is een kubistisch schilderij van de Spaanse kunstenaar Pablo Picasso uit 1909. Het hangt tegenwoordig in het Van Abbemuseum in Eindhoven.
Het werk toont het portret van een vrouw, zijn toenmalige vriendin Fernande Olivier. Olivier was een Frans model en kunstenares, met wie Picasso in 1904 in Parijs kennismaakte. Picasso zit op dat moment in zijn blauwe periode; een tijd waarin hij alleen sombere en donkere kleuren gebruikte. Wanneer hij een relatie krijgt met Olivier, verandert zijn schilderstijl: zijn kleurgebruik wordt lichter en hij kiest vrolijkere onderwerpen voor zijn werken, veelal geïnspireerd op het circus. Dit heet tegenwoordig zijn roze periode. Wellicht had deze omslag in stijl wel iets te maken met zijn gelukkige relatie met Olivier.
Picasso's roze periode duurt niet lang: twee jaar. Vanaf 1906 breekt hij met zijn realistische schilderwijze van daarvoor en gaat steeds meer kubistisch schilderen, een moderne kunststroming waarvan Picasso en George Braque als grondleggers worden beschouwd. Het schilderij Femme en vert schilderde Picasso in die stijl, in 1909, nadat hij was teruggekeerd naar Horta de Ebro in Spanje. Het zou een van de productiefste periodes uit zijn leven worden.
Femme en vert hangt naast Femme aux poires (Fernande), eveneens van Picasso uit 1909. Dezelfde groentinten komen erin terug. Femme aux poires (Fernande) heeft daarnaast ook een stilleven op de achtergrond.